# Rodeo El Palmar
Rodeo El Palmar (oder auch nur El Palmar) ist eine Ortschaft im Departamento Chuquisaca im südamerikanischen Andenstaat Bolivien.

## Lage
Rodeo El Palmar ist der zentrale Ort des Cantóns Rodeo im Municipio Presto in der Provinz Jaime Zudáñez und liegt auf einer Höhe von 2605 m am Südostrand der Sierra de Catatiri. Die Ortschaft liegt am Zusammenfluss des Río Keseca mit dem Río Seguenca, die beide flussabwärts zum Río Rodeo zusammenfließen, einem Nebenfluss des Río Grande.

## Geographie
Rodeo El Palmar liegt im südlichen Teil der Gebirgskette der Cordillera Central im Übergangsbereich zum bolivianischen Tiefland. Die Region weist ein typisches Tageszeitenklima auf, bei dem die Temperaturschwankungen im Tagesverlauf stärker ausfallen als die durchschnittlichen Temperaturschwankungen im Jahresverlauf.
Die mittlere Durchschnittstemperatur der Region liegt bei etwa 18 °C (siehe Klimadiagramm Icla), sie liegt bei milden 15 °C im Juni und Juli und erreicht etwa 20 °C von Oktober bis März. Der Jahresniederschlag beträgt knapp 600 mm, bei einer ausgeprägten Trockenzeit von Mai bis August mit Monatsniederschlägen unter 10 mm, und einer Feuchtezeit von Dezember bis Februar mit 100 bis 120 mm Monatsniederschlag.

## Verkehrsnetz
Rodeo El Palmar liegt in einer Entfernung von 147 Straßenkilometern nordöstlich von Sucre, der Hauptstadt Boliviens und des Departamentos.
Von Sucre aus nach Osten führt die 976 Kilometer lange Nationalstraße Ruta 6, die Sucre mit dem bolivianischen Tiefland verbindet, und erreicht die Stadt Tarabuco nach 67 Kilometern. Von Tarabuco aus führt eine Landstraße in nördlicher Richtung bis zu der Ortschaft Presto und von dort über Höhen von mehr als 3150 m weiter Richtung Pasopaya. Nach 25 Kilometern teilt sich die Straße, sie führt auf der nordwestlichen Seite elf Kilometer talabwärts bis Pasopaya, nach Osten über 22 Kilometer auf weiteren Höhenrücken nach Rodeo El Palmar.

## Bevölkerung
Die Einwohnerzahl der Ortschaft ist in dem Jahrzehnt zwischen den beiden letzten Volkszählungen drastisch angestiegen:
| Jahr | Einwohner         | Quelle       |
| ---- | ----------------- | ------------ |
| 1992 | keine Detaildaten | Volkszählung |
| 2001 | 55                | Volkszählung |
| 2012 | 295               | Volkszählung |
| 2024 |                   | Volkszählung |

Die Region weist einen hohen Anteil an Quechua-Bevölkerung auf, im Municipio Presto sprechen 99,2 Prozent der Bevölkerung Quechua.

## Tourismus
Von Rodeo El Palmar aus ist das Naturschutzgebiet (Área Natural de Manejo Integrado) „El Palmar“ zugänglich. Es gibt einen Rundweg, der zu Canyons, Aussichtspunkten, Wasserfällen und durch die namensgebenden Palmenwälder führt.